# Музей художественных ремёсел (Дрезден)
Музей художественных ремёсел в Дрездене (нем. Kunstgewerbemuseum) — один из четырнадцати музеев Дрезденских государственных художественных коллекций. Собрание музея охватывает историю художественных изделий (Kunstgewerbe) от поздней античности до современного дизайна. Экспозиция раскрывает не только огромный период более 1500 лет, но и широкий спектр используемых материалов, таких как стекло, керамика, текстиль, металл и дерево, вплоть до современных пластмасс. Особое внимание в коллекции уделяется традициям саксонских ремёсел (стекло, мебель и олово), лаковым изделиям и тканям. Дрезденский музей — одна из старейших коллекций такого рода. Помимо европейского искусства музей обладает значительной коллекцией предметов разных культурных регионов, от соседних с Саксонией стран юго-восточной Европы до Османской империи, Восточной Азии и Южной Америки. Постоянная экспозиция размещена в двух исторических сооружениях замка Пильниц: «Водном дворце» (нем. Wasserpalais) и «Горном дворце» (нем. Bergpalais). С 1947 года музей входит в состав Государственных художественных собраний Дрездена.

## История
Музей был основан в 1876 году. Тогда же, после первой Всемирной выставки в Лондоне в 1851 году, по всей Европе были создавались музеи прикладного искусства и художественных ремёсел, призванные служить примером для мастеров, художников, промышленников и коммерсантов в деле «воспитания вкуса», единения искусства и ремесла и внедрения искусства в промышленность, которая испытывала бурный рост в последней трети XIX века и недостаток в квалифицированных кадрах мастеров-проектировщиков. В 1857 году был основан Южно-Кенсингтонский музей, (позднее: Музей Виктории и Альберта) в Лондоне, в 1864 году Музей декоративного искусства в Париже и Императорский и королевский австрийский музей искусства и промышленности в Вене, в 1867 году Музей художественных ремёсел в Берлине. В 1874 году был создан Музей искусств и ремёсел в Гамбурге, в 1885 году — Художественно-промышленный музей в Праге.
Руководителем научно-исследовательской части музея был назначен профессор Карл Берлинг (1857—1940). В 1914 году он стал первым самостоятельным директором музея, который был официально отделён от ремесленной школы. В 1940 году фонды музея были эвакуированы из-за опасения авианалётов. Во время войны были утеряны более 13 000 объектов. Коллекция понесла серьезные потери в последние недели войны в 1945 году. За это время почти половина коллекции была утрачена из-за разрушений и краж. Особенно тяжёлые потери понесли отделы керамики и стекла, восточноазиатская коллекция и собрание гобеленов. В послевоенное время коллекции музея были пополнены из Культурного фонда ГДР.

## Коллекция музея
С 1963 года музей находится в Пильнице (бывшая летняя резиденция Веттинов, приобретённая государством в 1664 году). Главными экспонатами являются исторические предметы обихода различных эпох и стилей, в том числе эпох ренессанса, барокко, рококо, классицизма и бидермайера — изделия из текстиля, драгоценных металлов, дерева, керамики и стекла. Среди них — церемониальные одежды, позолоченные троны, серебряная и лакированная мебель, музыкальные инструменты. Ныне здесь также хранятся предметы промышленного дизайна времён ГДР. За последние годы музей приобрёл образцы творчества знаменитых европейских дизайнеров XX века, таких как Пьеро Форназетти, Широ Курамата, Рон Арад, Дейл Чихули.